# Communauté de communes des Coteaux de Pouyastruc
La communauté de communes des Coteaux de Pouyastruc est une ancienne communauté de communes française, située dans le département des Hautes-Pyrénées et la région Occitanie.

## Historique
Créée le 1er janvier 2013 par fusion de la communauté de communes Arret Darré et Estéous, de la communauté de communes des Coteaux de l'Arros et de la communauté de communes Riou de Loules.
Elle est dissoute au 31 décembre 2016 pour former la communauté de communes des Coteaux de Pouyastruc et du canton de Tournay en fusionnant avec la communauté de communes du canton de Tournay.

## Communes adhérentes
| Nom                | Code Insee | Gentilé          | Superficie (km2) | Population (dernière pop. légale) | Densité (hab./km2) |
| ------------------ | ---------- | ---------------- | ---------------- | --------------------------------- | ------------------ |
| Pouyastruc (siège) | 65369      | Pouyastrucais    | 11,60            | 716 (2014)                        | 62                 |
| Aubarède           | 65044      | Aubaredois       | 4,85             | 291 (2014)                        | 60                 |
| Bouilh-Péreuilh    | 65103      | Bolhois          | 7,85             | 90 (2014)                         | 11                 |
| Boulin             | 65104      | Boulinois        | 2,52             | 278 (2014)                        | 110                |
| Cabanac            | 65115      | Cabanacais       | 5,56             | 298 (2014)                        | 54                 |
| Castelvieilh       | 65131      | Castelvieilhois  | 5,31             | 240 (2014)                        | 45                 |
| Castéra-Lou        | 65133      | Castera-louviens | 4,82             | 212 (2014)                        | 44                 |
| Chelle-Debat       | 65142      | Chellois         | 8,69             | 211 (2014)                        | 24                 |
| Collongues         | 65151      | Collonguois      | 2,14             | 154 (2014)                        | 72                 |
| Coussan            | 65153      | Coussanais       | 3,12             | 114 (2014)                        | 37                 |
| Dours              | 65156      | Doursois         | 4,99             | 228 (2014)                        | 46                 |
| Gonez              | 65204      | Gonezais         | 1,08             | 29 (2014)                         | 27                 |
| Hourc              | 65225      | Hourcés          | 2,00             | 111 (2014)                        | 56                 |
| Jacque             | 65232      | Jacquais         | 1,87             | 74 (2014)                         | 40                 |
| Lansac             | 65259      | Lansacais        | 3,87             | 167 (2014)                        | 43                 |
| Laslades           | 65265      | Lasladais        | 5,26             | 364 (2014)                        | 69                 |
| Lizos              | 65276      | Lizosais         | 1,73             | 102 (2014)                        | 59                 |
| Louit              | 65285      | Louitois         | 5,04             | 195 (2014)                        | 39                 |
| Marquerie          | 65298      | Marqueriais      | 3,46             | 75 (2014)                         | 22                 |
| Marseillan         | 65301      | Marseillanoises  | 4,40             | 237 (2014)                        | 54                 |
| Mun                | 65326      | Munais           | 4,81             | 107 (2014)                        | 22                 |
| Oléac-Debat        | 65332      | Oléacais         | 1,94             | 165 (2014)                        | 85                 |
| Peyriguère         | 65359      |                  | 4,17             | 24 (2014)                         | 5,8                |
| Sabalos            | 65380      |                  | 2,20             | 148 (2014)                        | 67                 |
| Soréac             | 65430      | Soréacais        | 2,31             | 55 (2014)                         | 24                 |
| Souyeaux           | 65436      | Souyeaucois      | 6,02             | 307 (2014)                        | 51                 |
| Thuy               | 65443      |                  | 0,53             | 17 (2014)                         | 32                 |

## Démographie
| 2007  | 2011  | 2012 |
| ----- | ----- | ---- |
| 4 452 | 4 784 | -    |

## Liste des Présidents successifs
| Période                                  | Période  | Identité          | Étiquette | Qualité |
| ---------------------------------------- | -------- | ----------------- | --------- | ------- |
| 2013                                     | en cours | Christian Alegret |           |         |
| Les données manquantes sont à compléter. |          |                   |           |         |

## Compétences
- Aménagement de l’espace
- Développement économique
- Collecte et traitement des ordures ménagères – gestion de la déchèterie
- Création, gestion et entretien des écoles, cantines et garderies, ramassage scolaire
- Défense incendie[1]